# Коридор Хесі

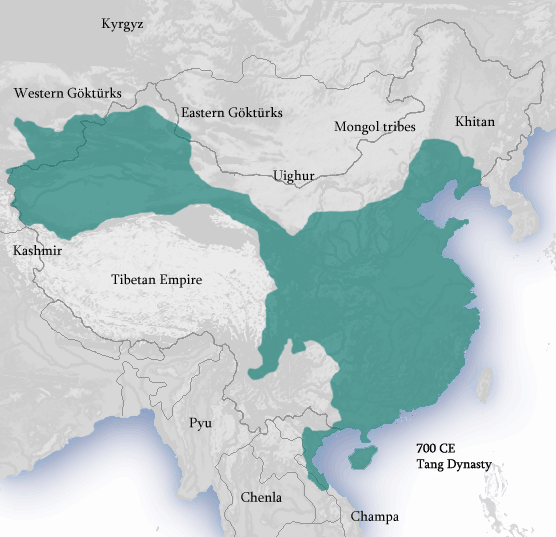
Коридор Хесі близько 700 року, що сполучає Китай на сході з Таримським басейном на заході.

Коридо́р Хесі́ (кит.: 河西走廊; піньїнь: Héxī Zǒuláng; літ.: 'коридор західніше річки Хуанхе') — історична дорога в сучасній китайській провінції Ганьсу. Складова Північного Шовкового шляху. Пролягала через ланцюг оазів. Вела на північний захід з центру Ганьсу, басейну Жовтої річки, вздовж північно-східного передгір'я хребта Ціляньшань. Затиснута між пустелею Гобі з півночі та Тибетським плато з півдня. Довжина — близько 1000 км. Ширина — 20-100 км. Висота — 800 м на заході й 1500 на сході. Головний шлях, що сполучав Північний Китай із Таримським басейном та країнами Центральної Азії. Завойована китайцями за правління імператора Лю Че, близько 121 року до н. е.. Інша назва коридор Ганьсу́ (кит.: 甘粛走廊; піньїнь: Gānsù Zǒuláng).